# Municipio 7 McNeill
El municipio 7 McNeill (en inglés: Township 7, McNeill) es un municipio ubicado en el  condado de Moore en el estado estadounidense de Carolina del Norte. En el año 2010 tenía una población de 18.592 habitantes.

## Geografía
El municipio 7 McNeill se encuentra ubicado en las coordenadas 35°14′13.14″N 79°21′20.79″O / 35.2369833, -79.3557750.